# Ozarba inopinata
Ozarba inopinata är en fjärilsart som beskrevs av Emilio Berio 1940. Ozarba inopinata ingår i släktet Ozarba och familjen nattflyn. Inga underarter finns listade i Catalogue of Life.